# Бралсторф
Бралсторф (њем. Brahlstorf) општина је у њемачкој савезној држави Мекленбург-Западна Померанија. Једно је од 89 општинских средишта округа Лудвигслуст. Према процјени из 2010. у општини је живјело 747 становника. Посједује регионалну шифру (AGS) 13054014.

## Географски и демографски подаци
Бралсторф се налази у савезној држави Мекленбург-Западна Померанија у округу Лудвигслуст. Општина се налази на надморској висини од 12 метара. Површина општине износи 22,0 km². У самом мјесту је, према процјени из 2010. године, живјело 747 становника. Просјечна густина становништва износи 34 становника/km².